# Sidi Bel Abbès (tỉnh)
Sidi Bel Abbès (tiếng Ả Rập: ولاية سيدي بلعباس ) là một tỉnh của Algérie. Tỉnh này lấy tên từ tỉnh lỵ, thành phố Sidi Bel Abbès nằm ở phía tây bắc tỉnh.

## Các đơn vị hành chính
Tỉnh Sidi Bel Abbès có 15 huyện và 52 đô thị.
Các huyện bao gồm:
- Téssala
- Mérine
- Sidi Ali Benyoub
- Mostefa Ben Brahim
- Sidi Lahcène
- Ben Badis
- Sfisef
- Télagh
- Ras El Ma
- Ténira
- Aïn El Berd
- Sidi Ali Boussidi
- Marhoum
- Moulay Slissen
- Đô thị cấp huyện: Sidi Bel Abbès